# GOAL
『GOAL』（ゴール）は、岡村賢二による漫画。『週刊少年サンデー』1987年8号から25号まで連載された。主人公が必殺シュート「爆裂消球」を使って活躍するサッカー魔球漫画。

## ストーリー
サッカーは世界で最も人気があり権威のあるスポーツ。その最大のイベントであるFIFAワールドカップに日本は未だ出場したことがない。そこで日本政府の支援の下、11人の選手が選ばれワールドカップ優勝を目指してジャパン・プロジェクトというチームが結成された。ジャパン・プロジェクトは謎の必殺シュート「爆裂消球」を操る世羅爆人を擁してヨーロッパへ遠征し強豪チームを次々に破っていくが、対戦相手も「爆裂消球」を破るために執念を見せる。

## 登場人物
世羅爆人（せら ばくと）
この物語の主人公でポジションはフォワード。背番号10。
政府の命を受けてジャパン・プロジェクトのリーダーとしてチームを率いる。「俺のゴールはワールドカップ優勝」「手ぶらでワールドカップ優勝は目論んでいないぜ！」と意気込み、厳しいマークを受けながらもヨーロッパの強豪チームを相手に互角に渡り合う。空中高く飛び上がり後方抱え込み3回宙返りの状態からオーバーヘッドキックを放ちキーパーの目前で爆発させる必殺シュート「爆裂消球」を武器としている。
中学時代に全国優勝3回、高校時代に全国優勝2回、得点王5回、アシスト王2回、1試合平均得点2.8。
氷川（ひかわ）
ジャパン・プロジェクトの一員でポジションはゴールキーパー。背番号1。
元々はイングランド1部リーグのサッカークラブから勧誘されていたほどの名手だったが、プロジェクトに加入。世羅曰く「ウェンブリーのヒーローになっていたかもしれない男」。相手の必殺シュートを防ぐ最後の砦であるため怪我が絶えない。クールな性格で多くを語らないため誤解を受けやすく、イングランド戦では相手チームと内通しているとの疑惑の目が向けられたこともあった。
フィレンツェ
イタリア・ゼットの主将でポジションはフォワード。
身体をコマのように回転させた状態から放たれる必殺シュート「かまいたちシュート」を武器としている。ワールドカップ最多優勝国（当時）のプライドからジャパンPの選手らを見下していたが、世羅の「爆裂消球」を目の当たりにすると「アジアの片隅にこんな奴がいたのか」と考えを改める。
ウィンザー
イングランド・ファイアの選手でポジションはフォワード。
「燃える新星」の異名を持ち、シュートを放つとボールが燃え上がる必殺シュート「炎恨球擦火（バーニング・ファイア・ボール）」を武器としている。「爆裂消球」と「炎恨球擦火」の原理が似ていることからある秘密を掴み、試合途中からはゴールキーパーにポジションを変えて世羅に勝負を挑む。
マティウス
ゲルマン・ファイナルの選手でポジションはゴールキーパー。
西ドイツが生んだ18歳の天才GK。ジャパン・プロジェクトの過去3試合のデータを基に「爆裂消球」の秘密を詳細に分析し勝負を挑む。またジャパン・プロジェクトの守備の要である氷川に対しては「ファイナル・カウント（ジャパン・プロジェクト破壊指令）」と呼ばれる組織プレーを指示して氷川を窮地に追い込んでいく。

## 用語
爆裂消球（ばくれつしょうきゅう）
主人公の世羅が得意とする必殺シュート。空中高く飛び上がった状態からオーバーヘッドキックを放つとボールがキーパーの目前で爆発してキーパーの視界から消えゴールに至る。本作中、最も重要なポイントがこの魔球の正体の解説である。シュートしたサッカーボールがゴールキーパーが捕球する直前に消え失せるのだが、これは無回転のサッカーボールは白黒のコントラストがはっきりしているが、それが急に高速回転することにより見失うという、目の錯覚を利用したものである。また、無回転または低回転のシュートはキーパーから軌道が推測しがたいため、通常のシュートより捕るのが難しい。
ジャパン・プロジェクト（ジャパンP）
「3年後のイタリアワールドカップで優勝してくれ」と政府から要請を受けて結成された日本のチーム。エースストライカーの世羅爆人やキーパーの氷川ら素質のある若者を集め、3年間世界中を転戦してレベルアップを図る。メンバーは11人のみで控え選手はいない。
イタリア・ゼット（イタリアZ）
1990年に地元イタリアで開催されるワールドカップで優勝をするために結成されたチーム。ジャパンの初戦の相手となった。固い守備と反則を厭わないラフプレイを持ち味としている。エースストライカーのフィレンツェ、スーパーGKと呼ばれるスペツィアらを擁する。
ノルウェー・バイキングス（Nバイキングス）
ジャパンが2戦目に対戦したノルウェーのチーム。巨大な氷柱をヘディングで叩き折るという訓練から編み出した「竜巻超球つらら砕き」を武器としている。
イングランド・ファイア（Eファイア）
ジャパンが3戦目に対戦したイングランドのチーム。チーム強化のためにイングランド1部リーグへの特別参加が予定されている。ジャパン・プロジェクトの欧州遠征で評価の上がる世羅をチームに加入させようと「Eファイアが勝ったら世羅を貰う」と一方的な要求を突きつける。
ゲルマン・ファイナル（ゲルマンF）
ジャパンが4戦目に対戦した西ドイツのチーム。西ドイツ代表監督・ベッケンバウアーや現役代表選手達から直接指導を受け、2002年までに行われるワールドカップを全て制することを目指すスーパーチーム。天才GKマティウスや西ドイツのマラドーナの異名を持つゲルトを擁する。
ゲルマン・ファイナルの「ファイナル」(FINAL) とは「究極」を意味している。

## 単行本
1. 第1巻 1987年7月発売 ISBN 978-4091216717
2. 第2巻 1987年10月発売 ISBN 978-4091216724